# Людмил Евгениев
Людмил Евгениев (роден на 17 август 1966 г.) е бивш български футболист, защитник. Основната част от кариерата му преминава в Миньор (Перник), където играе в продължение на 11 сезона. Има общо 286 мача с 31 гола – 152 мача с 14 гола в A група, 106 мача с 10 гола в Б група и 28 мача със 7 гола във В група. Полуфиналист за Купата на ПФЛ през 1997 г. с Миньор. Играл е също в Металург (Перник) и Струмска слава (Радомир).

## Статистика по сезони
- Миньор (Перник) – 1989/90 – Б група, 13/0
- Миньор (Перник) – 1990/91 – A група, 21/0
- Миньор (Перник) – 1991/92 – A група, 26/2
- Миньор (Перник) – 1992/93 – Б група, 36/3
- Миньор (Перник) – 1993/94 – Б група, 29/4
- Миньор (Перник) – 1994/95 – В група, 28/7
- Миньор (Перник) – 1995/96 – Б група, 28/3
- Миньор (Перник) – 1996/97 – A група, 29/2
- Миньор (Перник) – 1997/98 – A група, 28/2
- Миньор (Перник) – 1998/99 – A група, 26/1
- Миньор (Перник) – 1999/00 – A група, 29/1
- Металург – 2000/01 – Б група, 27/3
- Струмска слава – 2001/02 – В група, 28/4
- Струмска слава – 2002/03 – В група, 29/3
- Струмска слава – 2003/04 – В група, 28/3
- Струмска слава – 2004/05 – В група, 27/2
- Струмска слава – 2005/ес. - В група, 8/1
- Металург-Минерал – 2006/пр. - В група, 12/1